# Стара Могильниця
Стара́ Моги́льниця — село в Україні, у Теребовлянській міській громаді Тернопільського району Тернопільської області. Населення становить 607 осіб. Орган місцевого самоврядування Теребовлянська міська рада з 2015. До Старої Могильниці приєднано хутір Іванівка. 1964–1991 називалося Трудове.
Населення — 589 осіб (2007).

## Історія
Поблизу села виявлено поселення трипільської культури.
Перша писемна згадка — 1497.
Згадується село 15 лютого 1467 року в книгах галицького суду.
Діяли товариства «Просвіта», «Січ», «Луг», «Сільський господар», «Рідна школа», кооператива.
12 червня 2020 року, відповідно до розпорядження Кабінету Міністрів України № 724-р «Про визначення адміністративних центрів та затвердження територій територіальних громад Тернопільської області» увійшло до складу Теребовлянської міської громади.
19 липня 2020 року, в результаті адміністративно-територіальної реформи та ліквідації Теребовлянського району, село увійшло до складу Тернопільського району.

## Політика

### Парламентські вибори, 2019
На позачергових парламентських виборах 2019 року у селі функціонувала окрема виборча дільниця № 610850, розташована у приміщенні будинку культури.
Результати
- зареєстрований 341 виборець, явка 62,17 %, найбільше голосів віддано за Радикальну партію Олега Ляшка — 25,94 %, за Слугу народу — 19,81 %, за «Європейську Солідарність» — 16,98 %.[5] В одномандатному окрузі найбільше голосів отримав Микола Люшняк (самовисування) — 34,29 %, за Романа Василіцького (Об'єднання «Самопоміч») — 23,33 %, за Аллу Стечишин (самовисування) — 11,43 %[6].

## Поширені прізвища
Бойчук, Борецький, Брейла, Гарига, Губіцький, Закордонець, Карась, Карпінський, Корчинський, Липинський, Луцький, Моронґ, Піндера, Ржевуський, Рольський, Смолярський, Харчевський , Пивовар.
.

## Релігія
Є церква Пресвятої Трійці (початок 18 ст., ПЦУ, кам'яна).

## Пам'ятники
Встановлено пам'ятний хрест на честь скасування панщини (відновлено 1989), меморіальну дошку М. Зарицькому (1999), насипано символічну могилу Борцям за волю України (1993).
- Братська могила[d] активістів села;
- Могила воїна[d] Радянської армії Лінського Б.;

## Соціальна сфера
Працюють ЗОШ 1-2 ступ., клуб, бібліотека, торговельний заклад.

## Відомі люди

### Народилися
- Володимир Василевич — диригент хорової капели «Трембіта»,[8] заслужений артист УРСР.
- співак Я. Дмитрук,
- Мирон Зарицький — вчений-математик, педагог.

### Пов'язані із селом
- Працював і проживав педагог, етнограф, громадсько-культурний діяч Лука Гарматій.

## Галерея

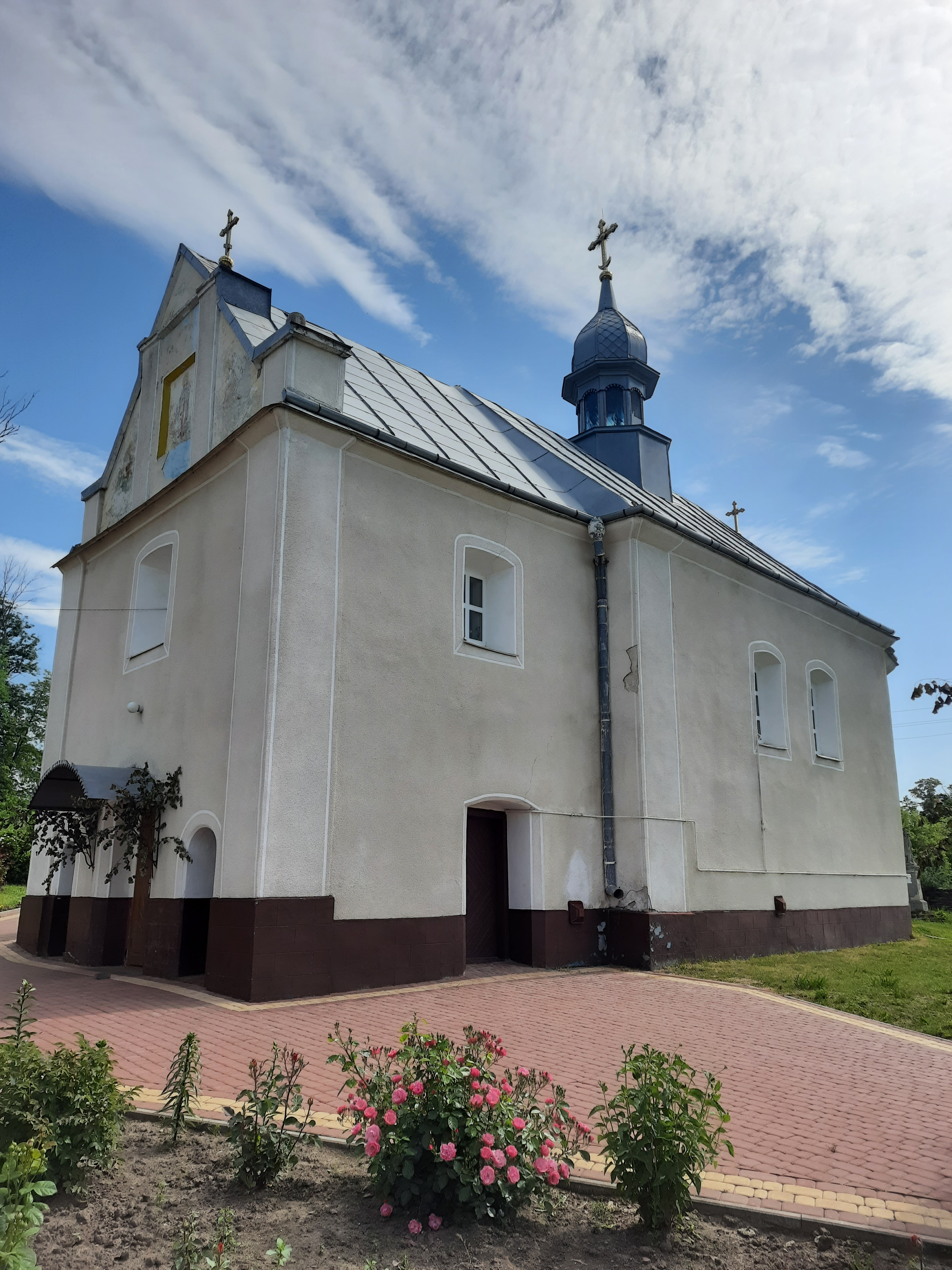
Церква Пресвятої Трійці
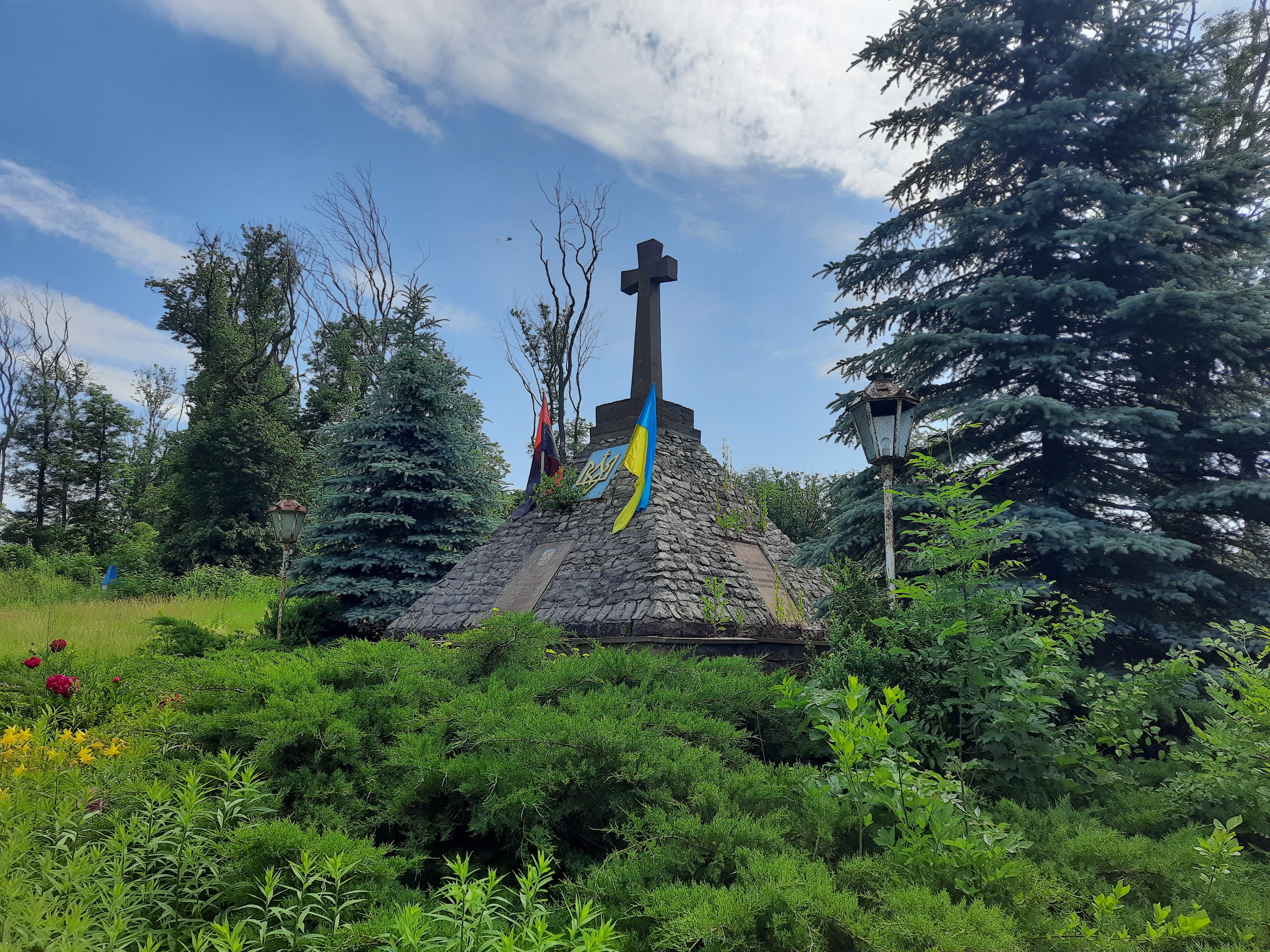
Символічна могила Борцям за волю України
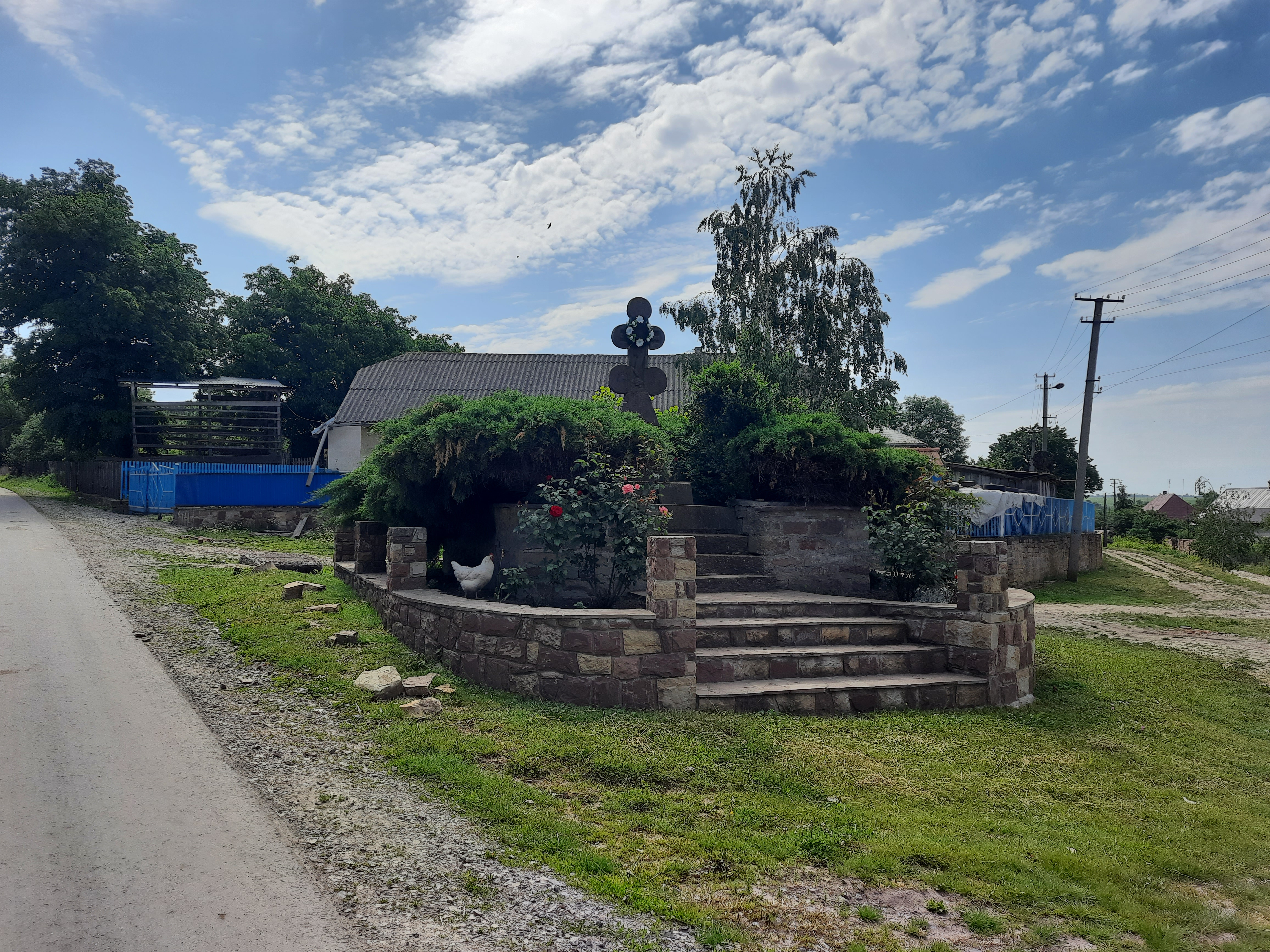
Пам'ятний хрест
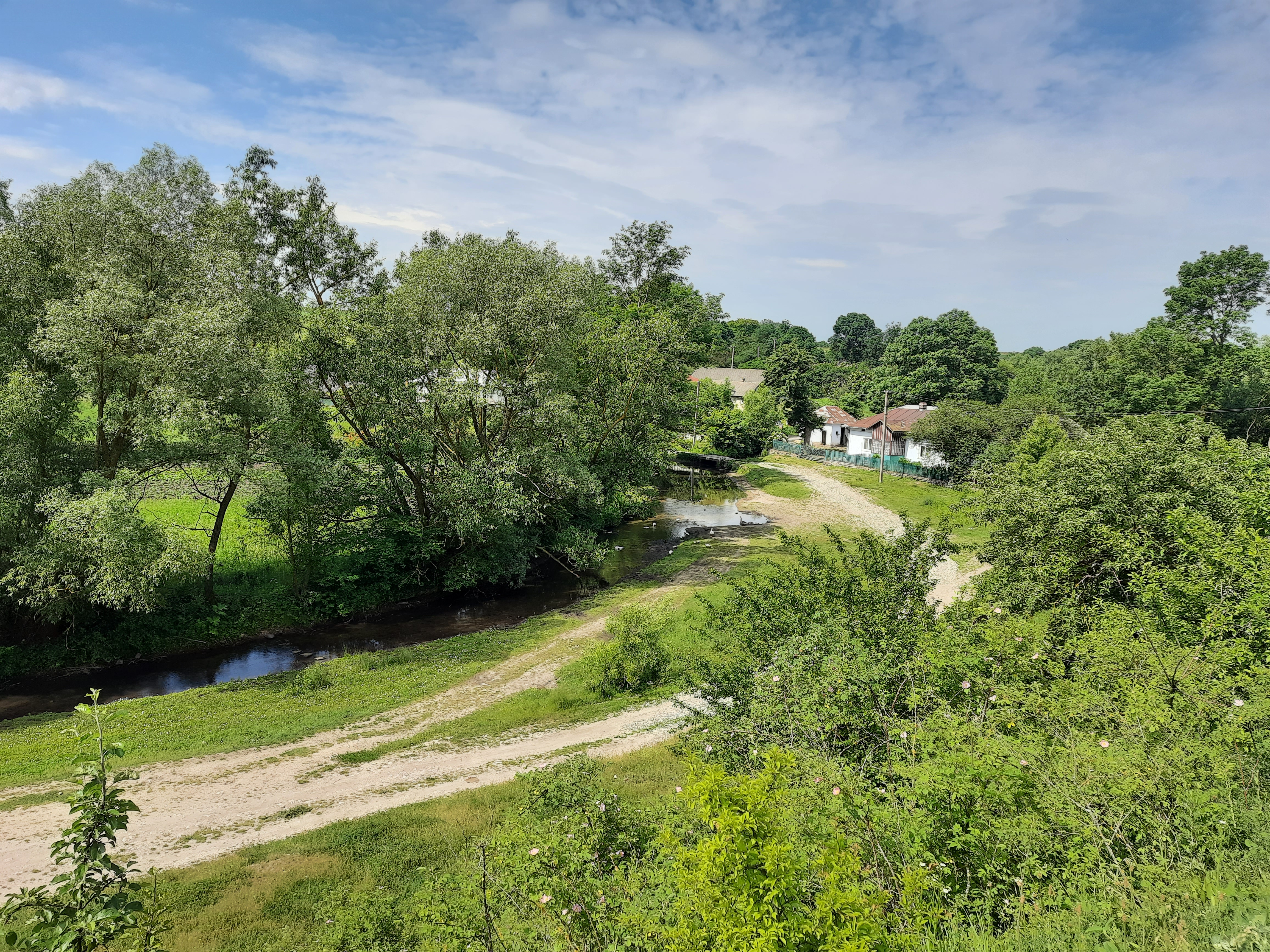
Сільський краєвид